# Edoino Busetto
Edoino Busetto (Legnago, 27 aprile 1907 – ...) è stato uno scacchista italiano.

## Carriera scacchistica
Maestro ASIGC, vinse nel 1958 il 10º Campionato italiano per corrispondenza, superando i maestri Angelo Giusti e Ferruccio Castiglioni. Successivamente si ritirò dall'attività agonistica.